# Thomas de Courten

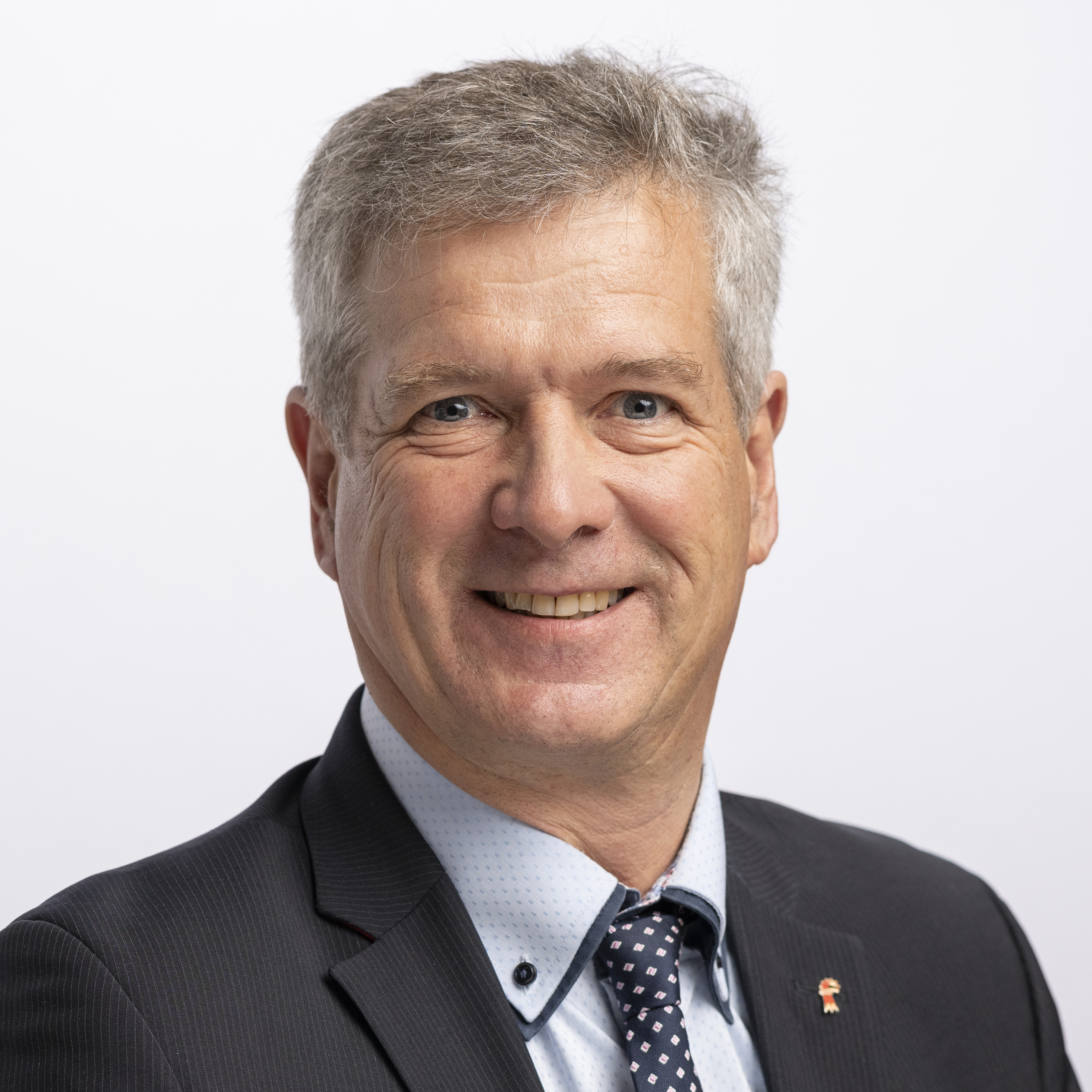
Thomas de Courten (2023)

Thomas Jan de Courten (* 29. Juli 1966 in Basel; heimatberechtigt in Geschinen und Siders) ist ein Schweizer Unternehmer und Politiker (SVP).

## Leben
De Courten wurde in Basel geboren als Sohn des Chemikers Donald J. de Courten und dessen aus Dänemark stammenden Frau Heidi de Courten-Kjölbye. Er stammt aus der alteingesessenen Familie de Courten aus Siders und Geschinen, respektive ursprünglich aus der Lombardei. Seine direkten Vorfahren (Linie Longinus) sind in den 1880er Jahren an die Ostküste der Vereinigten Staaten emigriert. Sie kehrten 1893 in die Region Basel zurück, wo de Courtens Ururgrossmutter ursprünglich beheimatet war. Er wuchs in Oberwil BL auf und studierte an der HWV Basel (heute FHNW) Ökonomie.

## Politik
Thomas de Courten war von 2003 bis 2011 Mitglied des Landrates des Kantons Basel-Landschaft und wurde 2011 in den Nationalrat gewählt.

## Familie
Er hat drei Kinder und wohnt in Rünenberg. In der Schweizer Armee bekleidete er den Grad eines Oberleutnants.

## Fussnoten
1. ↑  Le Nouvelliste 14. November 2015 — e-newspaperarchives.ch. Abgerufen am 1. April 2023.
2. ↑  Obergommer Geschichte, Genealogie und Kultur. Abgerufen am 2. April 2023.

| Personendaten    | Personendaten                               |
| ---------------- | ------------------------------------------- |
| NAME             | Courten, Thomas de                          |
| ALTERNATIVNAMEN  | Courten, Thomas Jan de (vollständiger Name) |
| KURZBESCHREIBUNG | Schweizer Politiker (SVP)                   |
| GEBURTSDATUM     | 29. Juli 1966                               |
| GEBURTSORT       | Basel                                       |